# ديف براونينج
ديف براونينج (بالإنجليزية: Dave Browning)‏ هو لاعب كرة قدم أمريكية أمريكي، ولد في 18 أغسطس عام 1956، في سبوكين في الولايات المتحدة.

## وصلات خارجية
- ديف براونينج على موقع مرجع كرة القدم المحترفة.كوم (الإنجليزية)